# Julija Solntseva
Julija Solntseva (russisk: Ю́лия Ипполи́товна Со́лнцева) (født 7. august 1901 i Moskva i det Russiske Kejserrige, død 28. oktober 1989 i Moskva i Sovjetunionen) var en sovjetisk filminstruktør og skuespillerinde.

## Filmografi
- Poema o more (Поэма о море, 1958)[2][3]
- De flammende år (Повесть пламенных лет, 1961)
- Zatjarovannaja Desna (Зачарованная Десна, 1964)